# مواكبة آل جونز
مواكبة آل جونز (بالإنجليزية: Keeping Up with the Joneses) هو فيلم أكشن كوميدي أمريكي من إخراج جريج موتولا وبطولة زاك غاليفياناكيس، جون هام، آيلا فيشر وغال غادوت.صدر الفيلم في الولايات المتحدة في 16 أكتوبر 2016.

## روابط خارجية
مواكبة آل جونز على موقع IMDb (الإنجليزية)
- مواكبة آل جونز على موقع ميتاكريتيك (الإنجليزية)
- مواكبة آل جونز على موقع روتن توميتوز (الإنجليزية)
- مواكبة آل جونز على موقع نتفليكس (الإنجليزية)
- مواكبة آل جونز على موقع قاعدة بيانات الأفلام العربية
- مواكبة آل جونز على موقع ألو سيني (الفرنسية)
- مواكبة آل جونز على موقع Turner Classic Movies (الإنجليزية)
- مواكبة آل جونز على موقع أول موفي (الإنجليزية)
- مواكبة آل جونز على موقع بوكس أوفيس موجو (الإنجليزية)
- مواكبة آل جونز على موقع فيلمافينيتي (الإسبانية)